# Pfeilschwanzkrebse

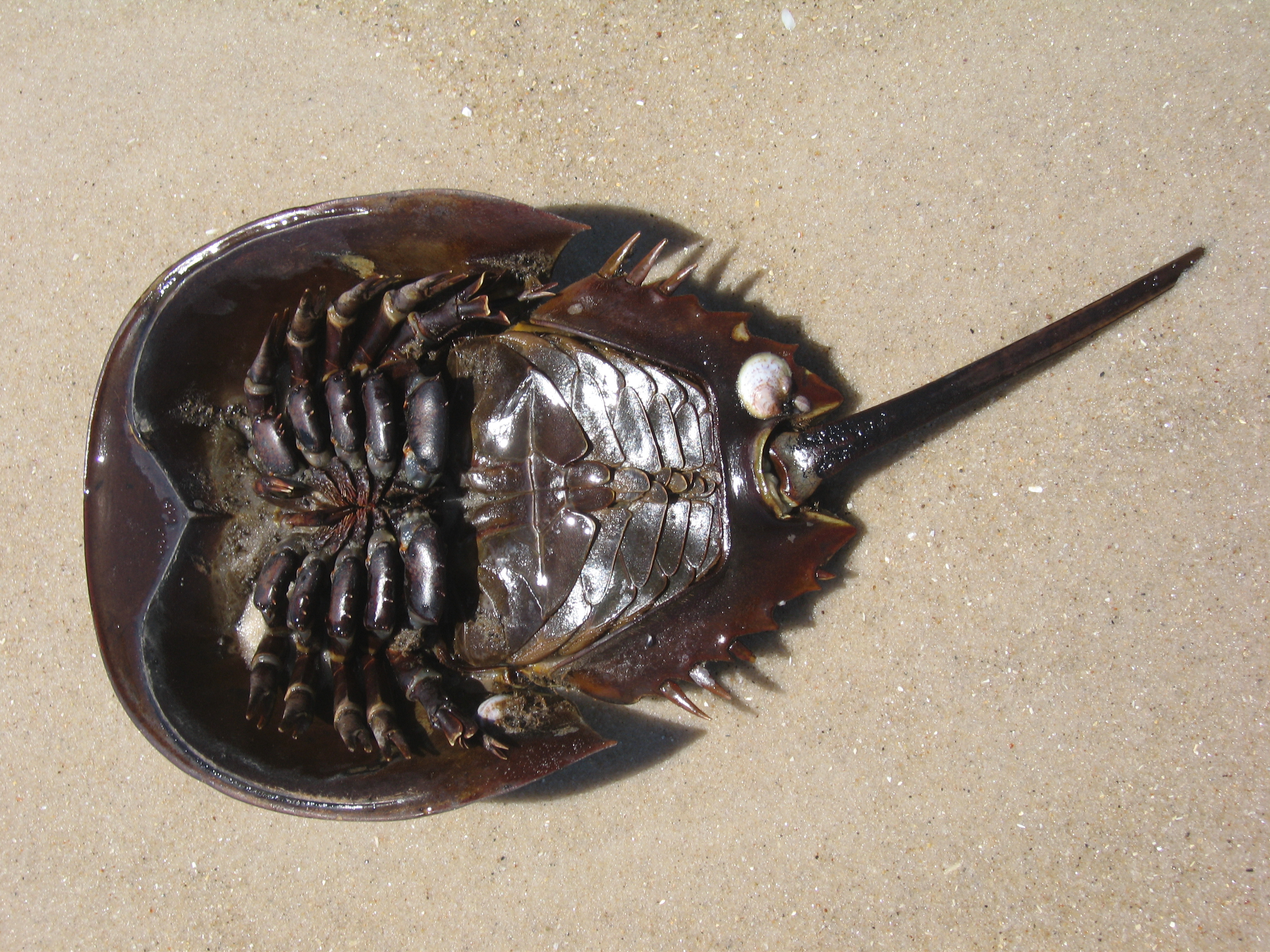
Unterseite eines Pfeilschwanzkrebses

Die Pfeilschwanzkrebse (Limulidae) (auch Molukkenkrebse, Hufeisenkrebse) bilden die einzige rezente Familie innerhalb der Ordnung der Schwertschwänze (Xiphosura). Die Schwertschwänze sind eine basale Gruppe der Kieferklauenträger, möglicherweise die Schwestergruppe aller (rezent) landlebenden Spinnentiere (alle außer den Asselspinnen). Ihre Stellung innerhalb der ausgestorbenen, nur fossil erhaltenen Gruppen wird weiterhin kontrovers diskutiert. Ihre Vereinigung mit den (ausgestorbenen) Seeskorpionen (Eurypterida) in einem Merostomata genannten Taxon galt jahrzehntelang als die Standardhypothese, wird jedoch heute als unwahrscheinlich betrachtet.

## Beschreibung
Der Körper der Xiphosuren ist untergliedert in das hufeisenförmige Prosoma und das kleinere Opisthosoma. Letzteres ist seinerseits untergliedert in das Mesosoma aus sieben verschmolzenen Segmenten sowie das aus drei Segmenten bestehende Metasoma, das in den namensgebenden spitzen, beweglichen Schwanzstachel endet. Das erste und Teile des zweiten Opisthosomasegments sind dem Vorderkörper angegliedert. Dieser ist mit dem Hinterkörper durch ein Gelenk verbunden, das also im Gegensatz zu den Spinnentieren nicht der Verbindung zwischen Pro- und Opisthosoma entspricht. Die Cuticula ist dick, fest und frei von Kalkeinlagerungen.
Das Prosoma besitzt fünf Beinpaare, die der Fortbewegung dienen. Laufen Pfeilschwanzkrebse, so werden die Beine alternierend bewegt. Pfeilschwanzkrebse schwimmen mit der Ventralseite nach oben; dabei schlagen die Beine synchron. Der Schwanzstachel dient als Hilfe beim Umdrehen, wenn die Tiere auf dem Rücken liegen, sowie als Steuer. Alle Beine bestehen aus je sechs Segmenten. Die Beine der ersten vier Paare tragen eine Schere, die des fünften haben basal Borsten. Nur die Beine des fünften Paares besitzen einen blattförmigen Epipoditen, der als Flabellum (lateinisch für „Fächer“) bezeichnet wird. Er dient in erster Linie der Lenkung des Wasserstroms in den Kiemenraum, hat aber wahrscheinlich auch eine sensorische Funktion. Die Scheren des ersten und zweiten Beinpaares der erwachsenen Männchen sind im Vergleich zu jenen der Weibchen vergrößert und dienen während der Paarung als Klammerorgane. Hinter dem fünften Beinpaar befindet sich ein Paar kleiner, beweglicher Anhänge, die Chilaria (vgl. griechisch χεῖλος, cheilos, „Lippe“). Diese gehen vermutlich auf ein weiteres, rückgebildetes Beinpaar zurück, das viele fossile Arten an der entsprechenden Stelle zeigen. Vor den Beinen befinden sich die dreigliedrigen, klauenartigen Cheliceren, die als Mundwerkzeuge dienen. An den Coxen der Beine befinden sich nach innen gerichtete, gestachelte Endite (Coxal-Laden), die Nahrungsteile vom Mundvorraum zum Mund befördern. Dieser liegt zwischen den Coxen der Beinpaare und somit in der Mitte der Ventralseite des Vorderkörpers. Der Hinterkörper zeigt bei Ansicht von oben eine große Rückenplatte, die hinten oft bestachelt ist, eine kleine Rückenplatte (Tergum oder Thoracetron), die als Verschmelzung aus drei Segmenten besteht, und den Schwanzstachel. Von unten betrachtet zeigt er sechs Paare plattenförmig umgestalteter Spaltbeine. Das erste dieser Paare, Operculum genannt, trägt die paarigen Geschlechtsöffnungen. An den Segmenten drei bis sieben des Opisthosomas befinden sich an den Exopoditen der Spaltbeine insgesamt fünf Paare Buchkiemen, die aus bis zu 150 dicht übereinander liegenden Lamellen bestehen. Der dreigliedrige Telopodit an diesen Spaltbeinen dient der Reinigung der Kiemen.
Den zwei oben an den Seiten des Rückenschilds sitzenden Komplex- bzw. Facettenaugen fehlen die Kristallkegel; sie sind somit einfacher gebaut als die der Mandibeltiere (Mandibulata). Mittig auf dem Prosoma liegen dorsal die sogenannten Medianaugen. Sie bestehen aus je einer Linse. Von außen nicht sichtbar liegt unterhalb der Medianaugen ein zweites reduziertes Augenpaar, die Endoparietalaugen. An der Basis der Oberlippe, dicht vor dem Gehirn befindet sich ein drittes Augenpaar. Während jenes bei den Larven noch gut entwickelt ist, verschmilzt es später mit dem Frontalorgan, das wohl einen Chemorezeptor darstellt.
Gonaden befinden sich im Prosoma und münden an den verschmolzenen Extremitäten des zweiten Segments des Opisthosoma, dem Genitaloperculum. Spermien der Xiphosuren zählen zu den ursprünglichsten der Arthropoden.
Pfeilschwanzkrebse werden bis zu 85 cm lang. Ihre Färbung reicht von dunkel-rotbraun bis schwarzbraun.

## Lebensweise

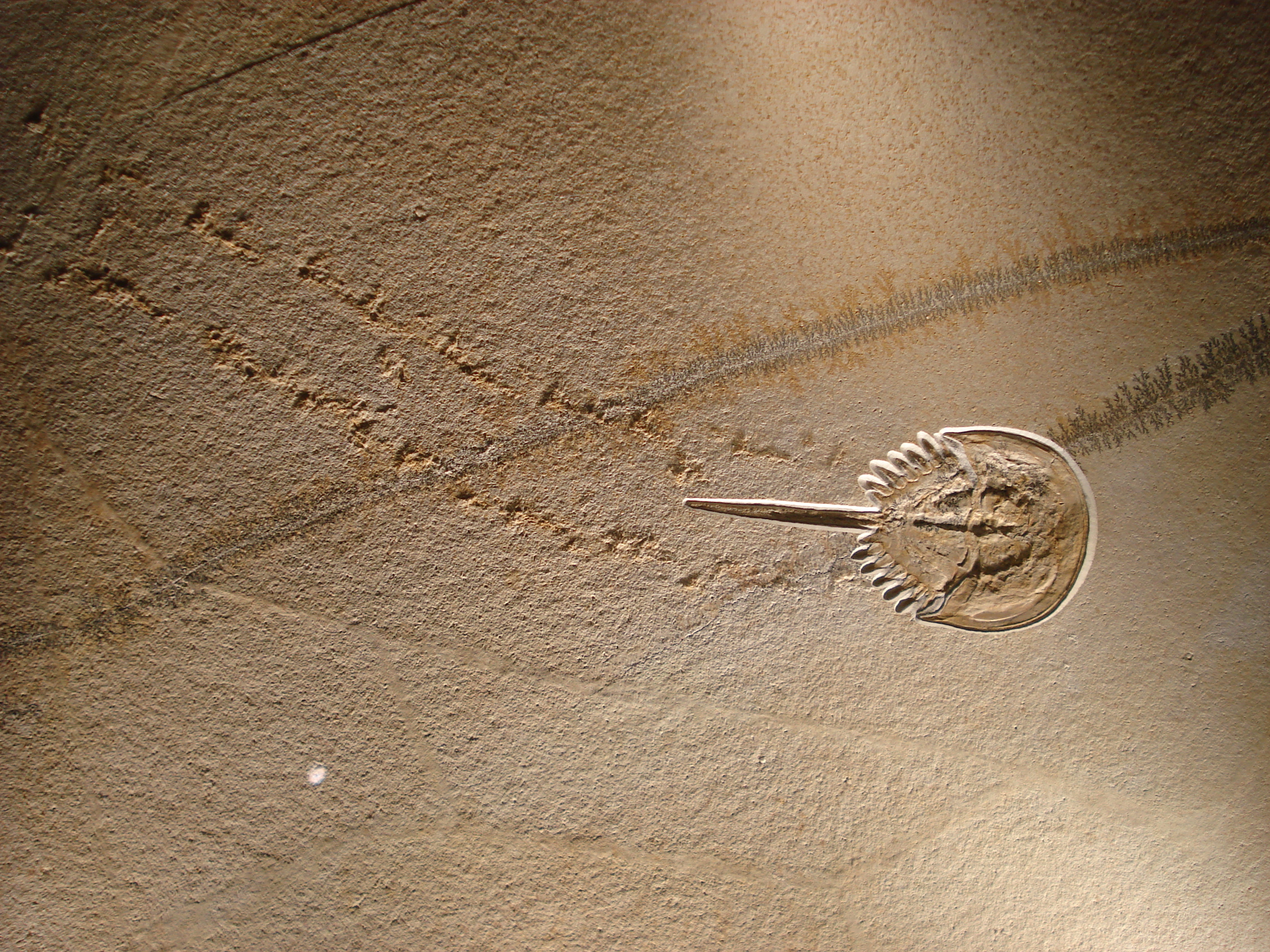
Fossil mit Spuren

Normalerweise leben Pfeilschwanzkrebse auf dem Meeresboden, können aber auch mit der Bauchseite nach oben schwimmen. Sie ernähren sich von Muscheln und anderen Weichtieren sowie Aas, das sie im Boden finden und mit der Chelicere oder den Beinen zum Mundvorraum führen. Alle bekannten Arten können sich einrollen und so vor Feinden schützen. Durch wiederholtes Zusammenrollen und Auseinanderklappen können die Tiere sich im weichen Sand eingraben. Zur Paarungszeit kommen sie nahe ans Ufer. Die charakteristischen Fährten von Pfeilschwanzkrebsen sind oft auch fossil leicht identifizierbar, da sich die Endglieder der ersten vier Laufbeinpaare von denen des fünften Beinpaares unterscheiden und zudem meist die Schleifspur des Schwanzstachels zu erkennen ist. Diese Spurenfossilien heißen Kouphichnium.

## Verbreitung und Lebensraum
Pfeilschwanzkrebse kommen an den flachen Sandküsten tropischer Meere in Tiefen zwischen 10 und 40 Metern vor. Die Art Limulus polyphemus ist an der amerikanischen Atlantikküste verbreitet. Carcinoscorpius rotundicauda sowie die beiden Arten Tachypleus gigas und Tachypleus tridentatus  leben in Südostasien.

## Fortpflanzung und Entwicklung
Die geschlechtsreifen Tiere sammeln sich im Frühsommer im Gezeitenbereich an den flachen Küsten ihrer Heimatmeere, wo sich die Männchen mit Hilfe ihrer entsprechend gestalteten Vorderbeine auf den Weibchen festkrallen. Diese legen ihre 200 bis 1000 Eier in eine flache Sandmulde, wo sie dann besamt und zugedeckt werden.
Die erste freischwimmende Larve der Pfeilschwanzkrebse wird aufgrund ihrer Form als Trilobitenlarve bezeichnet. Sie besitzt bereits alle Segmente, jedoch nur 9 Paar Extremitäten. Die restlichen Beinpaare sowie den Schwanzstachel erhalten sie nach der ersten Larvenhäutung, geschlechtsreif werden die Tiere nach 9 bis 12 Jahren.

## Systematik

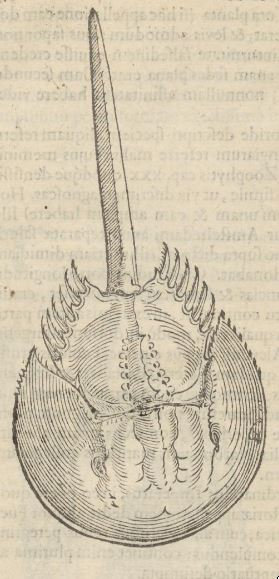
Cancer Moluccanum aus Exoticorum libri decem von Charles de l’Écluse (1605)

Die Pfeilschwanzkrebse sind seit dem Ordovizium bekannt und hatten vom Silur bis ins Jura ihre Blütezeit. Rezent ist die Familie nur noch mit vier Arten aus drei Gattungen vertreten.
- Carcinoscorpius Pocock, 1902
  - Carcinoscorpius rotundicauda  (Latreille, 1802) – Südostasien, in Flussmündungen und Mangrovensümpfen, teilweise im Brackwasser.
- Limulus O. F. Müller, 1785
  - Limulus polyphemus (Linnaeus, 1758) – amerikanische Atlantikküste und Golf von Mexiko
- Tachypleus Leach, 1819
  - Tachypleus gigas (O. F. Müller, 1785) – Südost- und Ostasien
  - Tachypleus tridentatus (Leach, 1819) – Südost- und Ostasien

Fast identische Formen sind aus dem Mesozoikum bekannt, weshalb die Pfeilschwanzkrebse oft als lebende Fossilien bezeichnet werden.
Neben den Pfeilschwanzkrebsen wurden auch die ausgestorbenen Seeskorpione (Eurypterida) häufig zu den Merostomata gestellt. Neuere phylogenetische Analysen anhand der kladistischen Methodik lassen diese Position unwahrscheinlich erscheinen. Die meisten gemeinsamen Merkmale der fossilen Formen sind vermutlich Symplesiomorphien (gemeinsame Stammgruppen-Merkmale), die sich aus der aquatischen Lebensweise ergaben. Vermutlich sind die Seeskorpione daher tatsächlich näher mit den Spinnentieren verwandt. Ihre Stellung zu weiteren allesamt ausgestorbenen Gruppen wie den Chasmataspidida ist nicht völlig geklärt. Zudem existierten im Kambrium wohl zahlreiche Stammgruppenvertreter der Kieferklauenträger mit oberflächlich sehr ähnlich aussehendem Körperbau, deren genaue Verwandtschaft ungeklärt ist; vermutlich würde aber ihre Einbeziehung in die Xiphosura diese paraphyletisch machen. Die ältesten Pfeilschwanzkrebse im engeren Sinne wie die Gattung Lunataspis stammen damit wohl aus dem Ordovizium. Die Zusammenfassung der basalen Formen in einem Taxon Synziphosurina gilt heute ebenfalls als überholt. Die nähere Verwandtschaft der rezenten Formen, die Familie Limulidae, könnte aus dem Perm stammen. Der Methodik der molekularen Uhr zufolge trennten sich die rezenten Gattungen vielleicht schon in der frühen Kreide. Die ostasiatischen Gattungen sind näher miteinander als jeweils mit der amerikanischen Gattung Limulus verwandt.

## Gefährdung
Die amerikanische Art Limulus polyphemus und die asiatische Art Tachypleus tridentatus werden von der IUCN als gefährdet (vulnerable) mit einem sinkenden Populationstrend gelistet. Zu den anderen beiden Arten ist die Datenlage für eine Einschätzung unzureichend.

## Limulus-Amöbozyten-Lysat-Test
In den 1970er-Jahren wurde ein erster in-vitro-Test zum Nachweis pyrogener Stoffe entwickelt. Für diesen Test wird dem Pfeilschwanzkrebs sein durch den Sauerstoff-Transporter Hämocyanin blau gefärbtes Blut abgenommen. Das Verfahren dient zum Nachweis von bakteriellen Endotoxinen (Lipopolysacchariden), die nach dem sterilisationsbedingten Zerfall von Bakterien aus den Zellwänden in oder auf dem Medium (Injectabilia, medizinische Geräte) entstehen. Das Blut der Pfeilschwänze reagiert auf diese bakteriellen Zerfallsstoffe (Endotoxin) und gerinnt dabei zu einem Gel.
Der medizinische Limulus-Amöbozyten-Lysat-Test (LAL-Test) misst die Gerinnung eines aus Blutzellen (Amöbozyten) des Pfeilschwanzkrebses gewonnenen Lysates, ausgelöst durch Endotoxin. Dabei handelt es sich um bakterielle Stoffe, z. B. aus Kolibakterien oder Salmonellen, die im Menschen gesundheitsgefährdende Effekte haben können. Nach der Aktivierung der Faktoren C und B durch Lipopolysaccharid aktiviert ein Gerinnungsenzym die Koagulation, welche dann turbidimetrisch oder mit Hilfe einer Farbreaktion bewertet wird.
Mit einer Kanüle wird den Pfeilschwänzen ins Herz gestochen und bis zu einem Drittel ihres hellblauen Blutes entnommen. Danach werden sie zurück ins Meer gebracht. Welchen Schaden sie durch die Blutentnahme haben, weiß man nicht. Teilweise werden Pfeilschwanzkrebse zur Lysatgewinnung getötet, was auf heftige Kritik stößt und sich erheblich auf das Ökosystem auswirkt, in dem sie leben. Es ist möglich, die Blutentnahme ohne eine direkte Tötung vorzunehmen, allerdings kommt es auch hier zu einer Mortalitätsrate von bis zu 30 %.
Einige der Bestandteile aus dem Blut der Pfeilschwanzkrebse lassen sich seit Jahrzehnten auch künstlich herstellen. Beispielsweise bildet der rFC-Test das Verhalten des Pfeilschwanzkrebs-Bluts nach, führt nachweislich zu exakteren Ergebnissen und keine Tiere müssen dafür leiden und sterben.
Bei einem anderen Testverfahren, dem MAT-Test, werden menschliche Blutzellen mit der zu testenden Substanz zusammengebracht und die Reaktion der Immunzellen gemessen. Dieser Test ermöglicht das Aufspüren aller Pyrogene, die dem Menschen schaden können, auch solcher, die mit Pfeilschwanzkrebs-Blut nicht gefunden werden können.